# Zorhan Bassong
Zorhan Bassong, né le 7 mai 1999 à Toronto en Ontario, est un joueur international canadien de soccer, qui joue au poste d'arrière gauche au Sporting de Kansas City. Il possède également la nationalité belge,.

## Biographie

### Carrière en club

#### Débuts et formation
Né à Toronto, en Ontario, d'une mère belge et d'un père camerounais, Bassong déménage avec sa famille à Montréal, à l'âge de trois ans. C'est là bas qu'il commence à jouer au soccer, à cinq ans, avec le CS Longueuil,.   
Bassong rejoint le Cercle Bruges en provenance de Lille le 29 janvier 2019. Malgré plusieurs feuille de match il est libéré par le club le 8 juillet 2020 sans avoir fait ses débuts en Belgique,. 

#### CF Montréal
Le 1er décembre 2020, il retourne au Québec en signant à l'Impact de Montréal un contrat de deux saisons avec deux ans en option,,. Le 14 novembre 2022, au terme de la saison, son contrat n'est pas renouvelé par le club montréalais.

#### Retour en Europe
Quelques semaines plus tard, il s'engage au FC Argeș Pitești le 12 janvier 2023, signant un contrat d'un an et demi, assorti d'une année en option, avec le club de Liga I,,.

### Carrière internationale
Zorhan Bassong reçoit deux sélections avec l'équipe de Belgique des moins de 19 ans en 2017, lors de matchs amicaux contre la Finlande et la Russie,,.
En janvier 2020, il est convoqué en équipe du Canada pour la première fois par le sélectionneur national John Herdman, pour des matchs amicaux contre la Barbade et l'Islande.
Le 10 janvier 2020, il honore sa première sélection en tant que titulaire contre la Barbade. Le match se solde par une victoire 4-1 des Canadiens, et Bassong se met en évidence en délivrant une passe décisive.

## Statistiques

### Statistiques détaillées
| Saison                | Club                  | Championnat           | Championnat | Championnat | Championnat | Coupe(s) nationale(s) | Coupe(s) nationale(s) | Coupe(s) nationale(s) | Compétition(s) continentale(s) | Compétition(s) continentale(s) | Compétition(s) continentale(s) | Compétition(s) continentale(s) | Séries | Séries | Séries | Total | Total | Total |
| Saison                | Club                  | Division              | M.          | B.          | P.d.        | M.                    | B.                    | P.d.                  | Comp.                          | M.                             | B.                             | P.d.                           | M.     | B.     | P.d.   | M.    | B.    | P.d.  |
| 2021                  | CF Montréal           | MLS                   | 26          | 0           | 1           | 3                     | 0                     | 1                     | -                              | -                              | -                              | -                              | -      | -      | -      | 29    | 0     | 2     |
| 2022                  | CF Montréal           | MLS                   | 10          | 0           | 0           | 2                     | 0                     | 0                     | LCC                            | 2                              | 0                              | 0                              | -      | -      | -      | 14    | 0     | 0     |
| Sous-total            | Sous-total            | Sous-total            | 36          | 0           | 1           | 5                     | 0                     | 1                     | -                              | 2                              | 0                              | 0                              | -      | -      | -      | 43    | 0     | 2     |
| 2022-2023             | Argeș Pitești         | Liga I                | 8           | 0           | 0           | -                     | -                     | -                     | -                              | -                              | -                              | -                              | 2      | 0      | 1      | 10    | 0     | 1     |
| 2023-2024             | Farul Constanța       | Liga I                | 2           | 0           | 0           | -                     | -                     | -                     | C1                             | 0                              | 0                              | 0                              | -      | -      | -      | 2     | 0     | 0     |
| 2024                  | Sporting Kansas City  | MLS                   | 21          | 0           | 1           | 3                     | 0                     | 0                     | LC                             | 1                              | 0                              | 0                              | -      | -      | -      | 25    | 0     | 1     |
| 2025                  | Sporting Kansas City  | MLS                   | 19          | 1           | 0           | -                     | -                     | -                     | CCC                            | 1                              | 0                              | 0                              | -      | -      | -      | 20    | 1     | 0     |
| Sous-total            | Sous-total            | Sous-total            | 40          | 1           | 1           | 3                     | 0                     | 0                     | -                              | 2                              | 0                              | 0                              | -      | -      | -      | 45    | 1     | 1     |
| Total sur la carrière | Total sur la carrière | Total sur la carrière | 86          | 1           | 2           | 8                     | 0                     | 1                     | -                              | 4                              | 0                              | 0                              | 2      | 0      | 1      | 100   | 1     | 4     |

## Palmarès
CF Montréal
- Vainqueur du Championnat canadien en 2021.